# Instituto Federal Catarinense
O Instituto Federal Catarinense (IFC) foi criado mediante integração das Escolas Agrotécnicas Federais de Concórdia, de Rio do Sul, de Sombrio e dos Colégios Agrícolas de Camboriú e Araquari. O IFC possui atualmente 15 campi, distribuídos nas cidades de Abelardo Luz, Araquari, Blumenau, Brusque, Camboriú, Concórdia, Fraiburgo, Ibirama, Luzerna, Rio do Sul, Santa Rosa do Sul, São Bento do Sul, São Francisco do Sul, Sombrio e Videira, uma Unidade Urbana em Rio do Sul, além da Reitoria, instalada na cidade de Blumenau.

## Instituto Federal Catarinense - Campus Araquari
Criado em 26 de fevereiro de 1954, por acordo celebrado entre a União e o Estado de Santa Catarina, conforme publicação no diário oficial da União nº63, de 18 de março de 1954, o colégio iniciou suas atividades em 1959. Em 1968 passou a ser vinculado a Universidade Federal de Santa Catarina, pelo Decreto nº 62.163, de 25 de janeiro de 1968, estando desde então integrado ao sistema federal de ensino. Um dos pioneiros do ensino agrícola no estado de Santa Catarina e tradicional educandário localizado no município de Araquari, situado às margens da BR-280, rodovia de ligação entre os municípios de Joinville, Araquari e São Francisco do Sul, vem formando, ao longo dos seus 50 anos de existência, profissionais especializados em agropecuária.
Através da Lei 11.892 de 29 de dezembro de 2008 passou a integrar o Instituto Federal Catarinense, que possui os campi de Araquari, Blumenau, Camboriú, Concórdia, Fraiburgo, Ibirama, Luzerna, Rio do Sul, Videira, São Francisco do Sul e Sombrio com a Reitoria em Blumenau, Santa Catarina.
Isto significa uma nova realidade aos jovens catarinenses, possibilitando a criação de novos cursos técnicos e de nível superior (tecnologia, bacharelado e licenciaturas) além de pós graduação de acordo com os arranjos produtivos locais, baseados nas tendências de mercado. O IF Catarinense responderá desta forma, com mais agilidade e eficiência as demandas crescentes, na formação de recursos humanos e difusão de conhecimentos científicos.

## Instituto Federal Catarinense - Campus Camboriú

### Ensino

#### FIC e PROEJA
- PROEJA em Agroindústria (extinto)
- PROEJA em Informática (extinto)
- PROEJA em Hospitalidade e Lazer (em extinção)
- Programa Federal Mulheres Mil (extinto)
- PROEJAFIC em Hospedagem (em estudo)

#### Ensino médio
- Ensino médio regular (extinto em 2011 - última turma)

#### Ensino técnico
O ensino técnico concomitante ou subsequente ao ensino médio.
- Técnico em Agropecuária
- Técnico em Informática
- Técnico em Informática (não mais oferecido)
- Técnico em Turismo e Hospitalidade (extinto)
- Técnico em Hospedagem
- Técnico em Controle Ambiental
- Técnico em Informática para Internet (não implantado)
- Técnico em Informática (não mais oferecido)
- Técnico em Agropecuária (não mais oferecido)
- Técnico em Transações Imobiliárias
- Técnico em Redes de Computadores (não mais oferecido)
- Técnico em Secretariado (não implantado)
- Técnico em Segurança do Trabalho
- Técnico em Meio Ambiente (extinto)
- Técnico em Defesa Civil

#### Ensino superior
- Bacharelado em Sistemas de Informação
- Tecnologia em Negócios Imobiliários / Portal do curso
- Tecnologia em Sistemas para Internet
- Tecnologia em Análise e Desenvolvimento de Sistemas (em estudo)
- Bacharelado em Agronomia
- Bacharelado em Engenharia da Computação
- Licenciatura em Matemática
- Licenciatura em Pedagogia

#### Pós
1) Especialização em treinadores de cão-guia
Atualmente existem ainda em projeto mais cinco cursos de especialização a serem oferecidos ao público.

## Escola Agrotécnica Federal de Concórdia
A Escola Agrotécnica Federal de Concórdia (EAFC) iniciou suas atividades em março de 1965, sob a denominação de Ginásio Agrícola. No ano de 1972 passou a se chamar Colégio Agrícola e, em 4 de outubro de 1979, recebeu a denominação atual.
Com a criação da Rede Federal de Educação Profissional e Tecnológica, a Escola foi incorporada ao IFC, como Campus Concórdia.

### Ensino

#### Ensino médio
- Ensino médio regular

##### Ensino técnico
O ensino técnico concomitante ou subsequente ao ensino médio.
- Técnico em Agropecuária
- Técnico em Alimentos
- Técnico em Agroecologia
- Técnico em Alimentos
- Técnico em Enfermagem
- Técnico em Turismo
- Técnico em Informática

## Instituto Federal Catarinense -campusBlumenau
O IFC campus Blumenau foi oficialmente fundado no dia 23 de abril de 2013, data de publicação da portaria no Diário Oficial da União (DOU), mas já atuava a partir de 2010, antes de sua publicação oficial.
Os cursos atualmente (29/04/2025) ofertados no campus são:
- Cursos Técnicos Integrados ao Ensino Médio:
  - Eletromecânica (174 estudantes ativos);
  - Informática (225 estudantes ativos);
  - Mecatrônica (96 estudantes ativos);
- Cursos Superiores:
  - Bacharelado em Ciência da Computação (133 estudantes ativos);
  - Bacharelado em Engenharia Elétrica (183 estudantes ativos);
  - Licenciatura em Pedagogia (126 estudantes ativos);
  - Tecnologia em Análise e Desenvolvimento de Sistemas (não mais ofertado);
- EJA-EPT com Qualificação Profissional em Eletricista Industrial (65 estudantes ativos);
- Técnico Subsequente em Mecânica (59 estudantes ativos);
- Pós-graduação Stricto Sensu em atividade: o Mestrado Profissional em Educação Profissional e Tecnológica em rede nacional (ProfEPT) (50 estudantes ativos).